# NS 6400 sorozat
Az NS 6400 sorozat vagy a gyári típusjelölés szerint MaK DE 6400 négytengelyes dízel-elektromos mozdonysorozat. 1988 és 1994 között gyártotta a Maschinenbau Kiel (MaK) és az ABB, összesen 120 darab készült a Nederlandse Spoorwegennek.

## Története
A mozdonyok a MaK és a Brown, Boveri & Cie által a Nederlandse Spoorwegen régi, közepes teljesítményű mozdonyainak, az NS 2200- és az NS 2400 sorozat lecserélésére elnyert szerződés eredményeként készültek. A konstrukció alapja a MaK DE 1002; azonban annál 1,4 méterrel hosszabb, hogy további berendezéseket, elsősorban egy kiegészítő dízelgenerátort, valamint ATB-berendezéseket építsenek be; a forgóvázak hosszabbak, mint a DE 1002-nél, hogy tárcsafékek helyett futófékeket építsenek be.

## Üzemeltetők
A Nederlandse Spoorwegennek 120 ilyen mozdonyt építettek, ezek a 6401–6520-es pályaszámot kapták.
A mozdonyok az NS Cargo, majd a Railion Benelux tulajdonába kerültek, amikor a vállalat 2000-ben egyesült a DB Cargóval. A mozdonyok később az utódvállalatok tulajdonába kerültek; előbb a Railion Nederland, majd a DB Schenker Rail Nederland állományát képezték.
Néhány mozdonyt PZB (Indusi) vagy Memor biztonsági rendszerrel szereltek fel, hogy lehetővé tegyék a Németországban vagy Belgiumban történő üzemeltetést.
A sorozat az egész országban megfigyelhető, sok található az amszterdami nyugati kikötőben, a Kijfhoek rendező pályaudvaron, Roosendaalban, Tilburgban, Emmerich am Rheinban (Németország), Amersfoortban, Venlóban, Zwolle-ban és sok más helyen. A mozdonyok gyakran párban vagy hármasban dolgoznak a nehéz vonatokon.
A sorozat több mozdonya is fiú becenevet kapott holland cégvezetők és üzletemberek nyomán; példának okáért a 6401-es pályaszámú a Mijndert becenevet kapta Mijndert Pon, a Pon vállalat igazgatója nyomán.
2010 novemberében két egységet eladtak a Eurotunnelnek, hogy a meglévő 0001-es sorozatú mozdonyok munkáját segítsék. A Eurotunnel 2016-ban további három példányt vásárolt.
A 2000-es évek végi gazdasági visszaesése miatt 2011-ben a 6401–6410, a 6419, a 6420, a 6443–6460, a 6462, a 6471–6475, a 6480–6494, a 6496, a 6498 és a 6501–6503 pályaszámú mozdonyokat kivonták a forgalomból.

## Balesetek
1993-ban több mozdonyt elküldtek tesztelésre a Norvég Államvasutaknak (NSB). 1993. október 3-án a 6454-es pályaszámú mozdony Nordstrand állomástól nem messze elszabadult és 5 kilométert tett meg egy lejtőn, amíg az állomáson össze nem ütközött egy álló személyvonattal, öt ember halálát okozva. A fékek látszólagos meghibásodása miatt az egész sorozatot kivonták a forgalomból, később kiderült, hogy nem mechanikai hiba volt, hanem az, hogy a karbantartás során rossz pozícióba zárt vezérlőszelep inaktívvá tette a fékeket.
2009. szeptember 24-én a 6415 és 6514 pályaszámú mozdonyok Barendrecht közelében frontálisan ütköztek az ERS 6616-os pályaszámú EMD 66 típusú mozdonyával. Az egyik mozdonyvezető meghalt, a másik súlyosan megsérült. Mindhárom mozdonyt selejtezték.
A 6424-es, a 6429-es, a 6430-as, a 6442-es, a 6444-es, a 6465-ös, a 6491-es, a 6493-as, a 6497-es, a 6499-es, a 6516-os és a 6520-as pályaszámú mozdonyok is megsérültek ütközésekben, a 6437-es mozdonyt elszabadult teherkocsik rongálták meg, a 6501-es mozdony pedig egy villamossal ütközött.

## Festések
A mozdonyok eredetileg NS-szürke és sárga színűek voltak, kivéve az utolsó 10 példányt (6511–6520), amelyek piros színűek voltak, átlós fehér csíkkal az elülső felületen. Miután a Railion az állományába vette a mozdonyokat, azok egy vörös Railion-fóliát kaptak az oldalukra, később egyes mozdonyok piros Railion-festést kaptak. Néhány példány a RailPro-festést és fóliázást is megkapta. A mozdonyok becenevei a vezetőfülke homlokzatán, a tető és az ablakok teteje között szerepelnek.
- Három NS 6400 mozdony
- A Railion-piros 6514, a barendrechti vasúti baleset egyik NS 6400-ese
- Railion-piros NS 6400 mozdony

## Fordítás
- Ez a szócikk részben vagy egészben  a   NS Class 6400 című angol Wikipédia-szócikk ezen változatának fordításán alapul.  Az eredeti cikk szerkesztőit annak laptörténete sorolja fel. Ez a jelzés csupán a megfogalmazás eredetét és a szerzői jogokat jelzi, nem szolgál a cikkben szereplő információk forrásmegjelöléseként.